# 勞倫斯 (紐約州聖羅倫斯縣)
勞倫斯（英語：Lawrence）是一個位於美國紐約州聖羅倫斯縣的鎮。

## 人口
根據2020年美國人口普查的數據，勞倫斯的面積為123.50平方千米，當中陸地面積為124.40平方千米，而水域面積為0.10平方千米。當地共有人口1715人，而人口密度為每平方千米14人。